# Johann Friedrich von Flemming

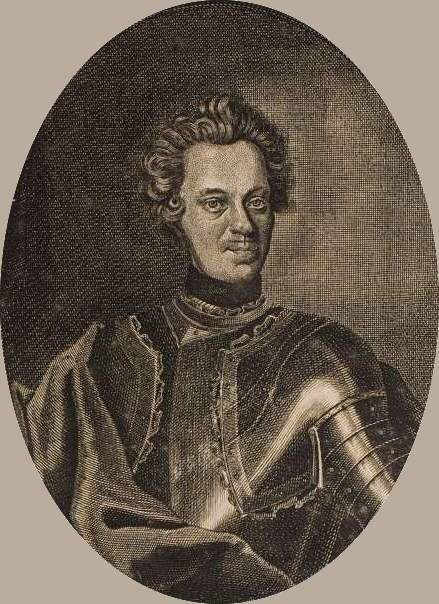
Hannß Friedrich von Fleming, 1719

Freiherr Johann „Hans“ Friedrich von Flemming, auch Hannß Friedrich von Flemming, (* 1670; † 8. Mai 1733 in Annaburg) war kursächsischer Oberforst- und Wildmeister sowie Jagd- und Militärschriftsteller.

## Leben
Johann Friedrich von Flemming entstammte dem pommerschen Adelsgeschlecht Flemming. Er studierte in Tübingen und Straßburg, bereiste England, Frankreich, Holland, Deutschland, war unter August dem Starken 1702 Oberstleutnant, später polnischer Kammerherr und kursächsischer Oberforst- und Wildmeister und starb 1733.
Weitergehende standes- und herkunftsmäßge Selbstbezeichnung: „Burg- und Schlossgessener auf Böcke (Boek), Martentin und Zebin, Erbherr auf Weis-Jach und Gubro“.

## Werke
- Der vollkommene Teutsche Soldat welcher die gantze Kriegs-Wissenschafft, insonderheit was bey der Infanterie vorkommt, vorträgt, von Hannss Friedrich von Fleming. Leipzig 1726. Nachdruck Graz: Akademische Druck- u. Verlag-Anst., 1967. Um eine Einführung erweiterter photomechanischer Nachdruck der Ausgabe Leipzig 1726.
- Der vollkommene teutsche Jäger. Darinnen Die Erde Gebürge, Kräuter und Bäume, Wälder, Eigenschaft der wilden Thiere und Vogel, So wohl Historice, als Physice, und Anatomice: Dann auch die behörigen Groß- und kleinen Hunde, und der völlige Jagd-Zeug; Letzlich aber Die hohe und niedere Jagd-Wissenschaft Nebst einem Jmmer-währenden Jäger-Calender Mit vielen darzu gehörigen, und nach dem Leben gezeichneten Kupffern, Vorgestellet, colligiret und beschrieben. Martini, Leipzig 1719. (Digitalisat und Volltext im Deutschen Textarchiv)
- Der vollkommene teutsche Jäger. Darinnen nicht allein die in dem ersten Theil vorgetragene Materien von der Erde, den Gebürgen, Kräutern, Bäumen, Wäldern … und andern Jagd- und Forst-Sachen … sondern auch unterschiedene neue und auserlesene Jagd- und Forst-Sachen gelehret werden, deme auch zugleich der wohlunterrichtete Teutsche Fischer mit angefüget ist. Leipzig, 1724–49. Nachdruck Graz: Akademische Druck- u. Verlag-Anst. der Ausgabe Leipzig, 1724–49. Enthält: Der fortgesetzte immerwährende Jäger-Kalender.

Es gibt zahlreiche weitere Nachdrucke und Neuausgaben.

## Familie
Johann Friedrich von Flämming entstammte der Adelsfamilie von Flemming, einem pommerschen Uradelsgeschlecht mit wahrscheinlich flämischer Herkunft. Von Flemmings Urgroßvater war der Stifter der Flemmingschen Linie zu Iven in Pommern, Hans Heinrich von Flemming (1552–1622), herzoglich-pommerscher Erblandmarschall, Landvogt zu Stolpe, Schlawe und Greifenberg, Burghauptmann und Richter zu Belgard, Oberhauptmann zu Wolgast, Geheimer Rat und Domdechant zu Kamin. Er wurde wegen seiner hohen Geistesanlagen das „Licht von Pommern“ genannt. Die Linie Iven wurde 1721 in den Grafenstand erhoben.
Von Flemming war der Sohn des kurfürstlich-sächsischen Generalmajors, Kommandanten der Festungen Burg Stolpen und Königstein, Eustachius von Flemming (* 1634; † März 1702 in Königstein) und dessen 1665 geheirateter Ehefrau Amalia Barbara geb. von Kniestädt (* 1642; † 11. August 1703). Er hatte noch einen weiteren bekannten Bruder, Wilhelm Friedrich von Flemming, Erb-, Lehn- und Gerichtsherr zu Wusterwitz bei Brandenburg. Dessen Sohn Heinrich Ludwig von Flemming (1717–1783) war königlich-preußischer Generalmajor und Stadtkommandant von Breslau.
Von Flemming heiratete 1711 Helena Sophia geb. von Behr (1673–1741), Tochter des Konrad Florian von Behr und der Christina Elisabeth geb. von Bünau. Das Paar hatte einen Sohn, Karl Friedrich von Flemming (* 9. März 1712 in Mellenthin; † vor 1733).